# Jayden Struble
Jayden Struble, född 8 september 2001, är en amerikansk professionell ishockeyback som är kontrakterad till Montreal Canadiens i NHL och spelar för Rocket de Laval i AHL.
Han har tidigare spelat för Northeastern Huskies i National Collegiate Athletic Association (NCAA).
Struble draftades av Montreal Canadiens i andra rundan i 2019 års draft som 46:e spelare totalt.

## Statistik
| 2016–2017   | Noble and Greenough Bulldogs |             | 22  | 5  | 11 | 16 | —   | — | — | — | — | — |
|             | Cape Cod Whalers             |             | 13  | 5  | 8  | 13 | 16  | — | — | — | — | — |
| 2017–2018   | St. Sebastian's Arrows       |             | 30  | 12 | 18 | 30 | —   | — | — | — | — | — |
| 2018–2019   | St. Sebastian's Arrows       |             | 28  | 10 | 30 | 40 | —   | — | — | — | — | — |
|             | Boston Jr. Eagles            |             | 11  | 1  | 6  | 7  | 4   | — | — | — | — | — |
| 2019–2020   | Northeastern Huskies         | NCAA        | 21  | 3  | 7  | 10 | 36  | — | — | — | — | — |
| 2020–2021   | Northeastern Huskies         | NCAA        | 18  | 2  | 10 | 12 | 33  | — | — | — | — | — |
| 2021–2022   | Northeastern Huskies         | NCAA        | 34  | 3  | 11 | 14 | 65  | — | — | — | — | — |
| 2022–2023   | Northeastern Huskies         | NCAA        | 31  | 1  | 11 | 12 | 56  | — | — | — | — | — |
|             | Rocket de Laval              | AHL         | 9   | 0  | 1  | 1  | 4   | 2 | 0 | 0 | 0 | 0 |
| 2023–2024   | Montreal Canadiens           | NHL         | 1   | 0  | 0  | 0  | 0   | — | — | — | — | — |
|             | Rocket de Laval              | AHL         | 12  | 1  | 5  | 6  | 29  | — | — | — | — | — |
| NHL totalt  | NHL totalt                   | NHL totalt  | 1   | 0  | 0  | 0  | 0   | — | — | — | — | — |
| AHL totalt  | AHL totalt                   | AHL totalt  | 21  | 1  | 6  | 7  | 33  | 2 | 0 | 0 | 0 | 0 |
| NCAA totalt | NCAA totalt                  | NCAA totalt | 104 | 9  | 39 | 48 | 190 | — | — | — | — | — |